# Sjörröd
Sjörröd est une localité de Suède dans la commune de Hässleholm en Scanie.
Sa population était de 1 376 habitants en 2019.